# Leptodeira maculata
Leptodeira maculata là một loài rắn trong họ Rắn nước. Loài này được Hallowell mô tả khoa học đầu tiên năm 1861.

## Hình ảnh

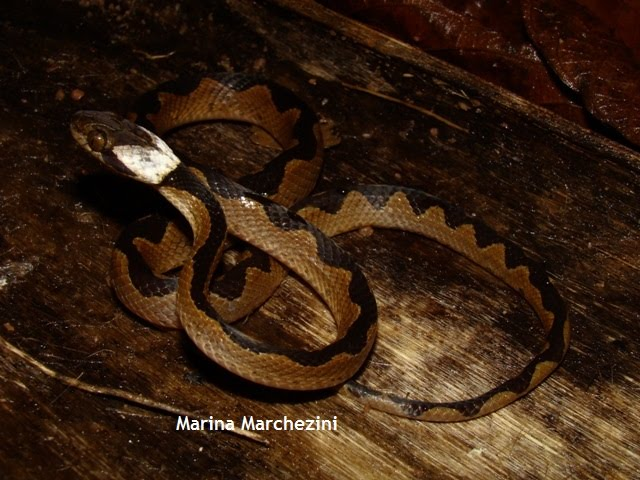
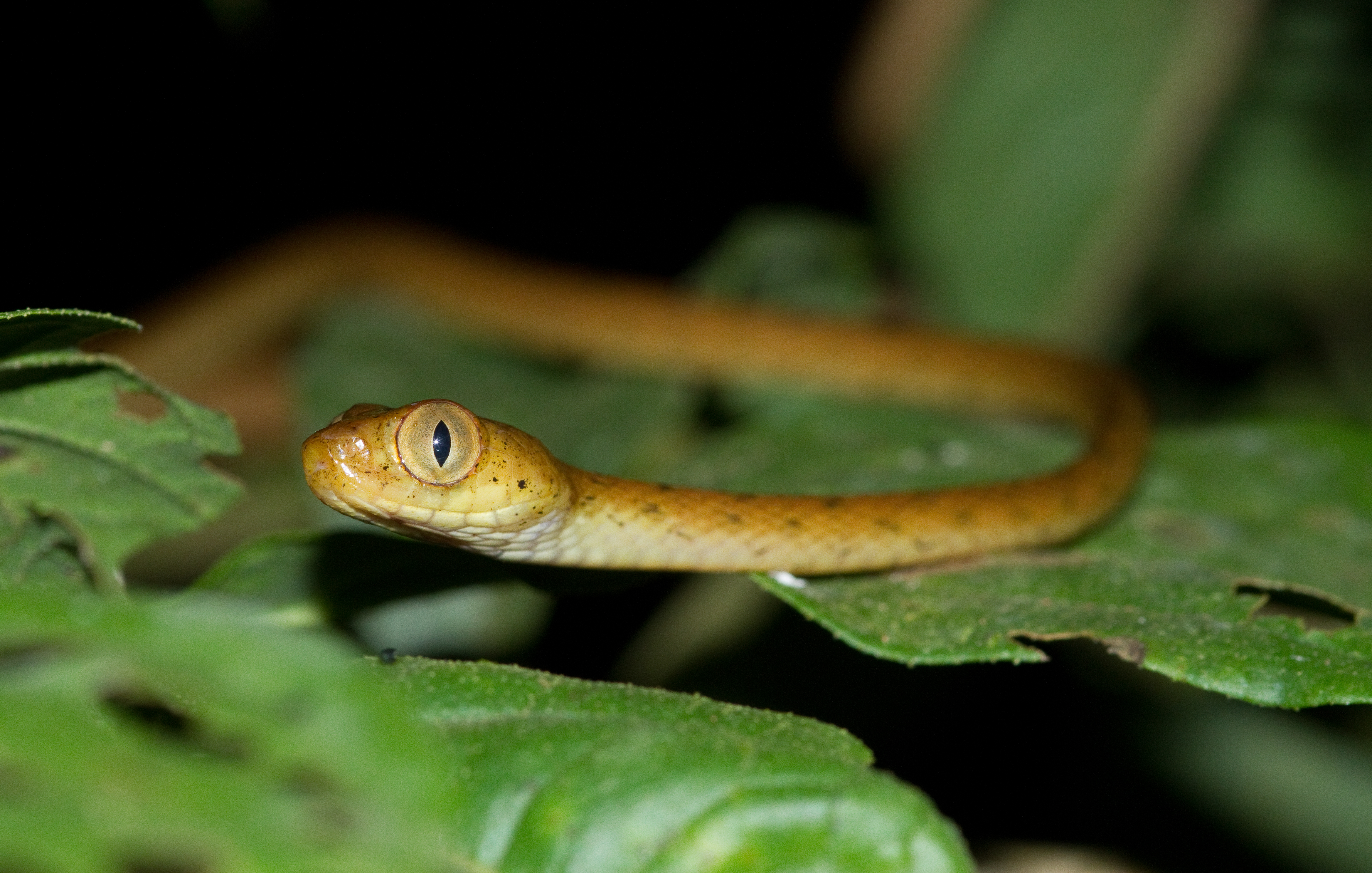
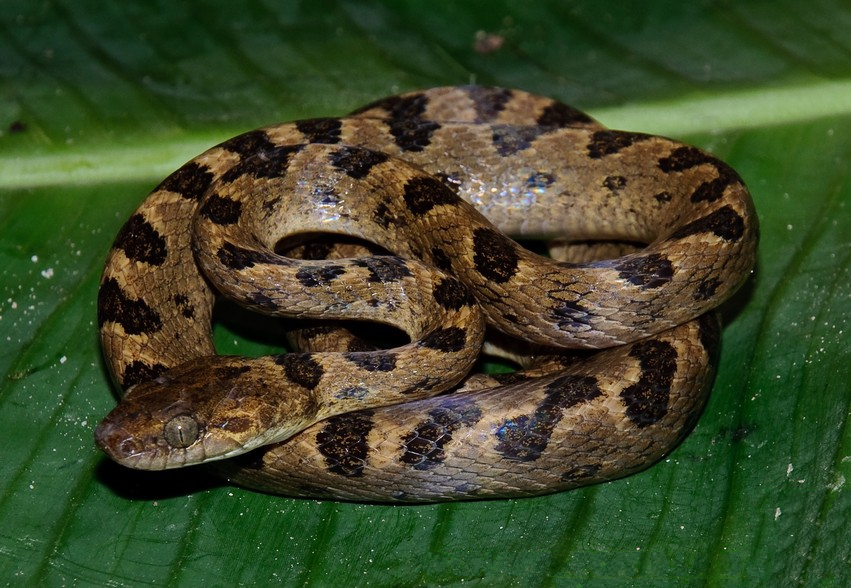
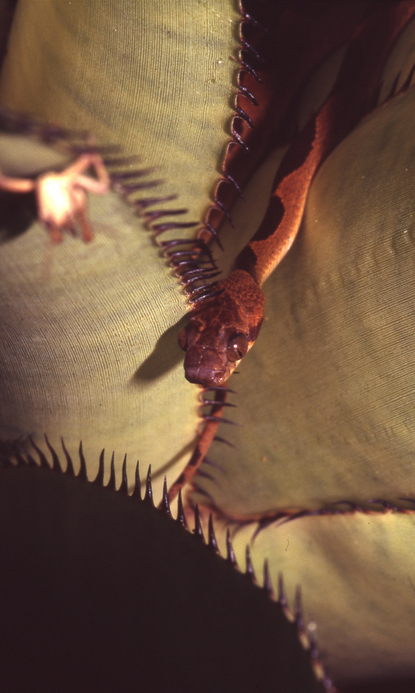